# R41 (België)
De R41 is de ringweg rond Aalst in de Belgische provincie Oost-Vlaanderen. De ringweg maakt geen volledige lus; in het zuiden is hij onderbroken. Daar wordt de ringfunctie deels overgenomen door de N9. De R41 heeft 2x2 rijstroken.

## Traject
De R41 begint aan afrit 19 van de A10/E40. Vervolgens kruist de weg onder andere de N9 (Gentsesteenweg), de N41 (Steenweg op Dendermonde) en de N411 (Moorselbaan), en eindigt ten slotte op de N9 (Brusselse Steenweg).

## Herinrichting
Tussen 2016 en 2019 het oostelijke deel van de ring (Siesegemlaan en Boudewijnlaan) vernieuwd. Zo werd het kruispunt met de Merestraat 200m verplaatst en zijn de kruispunten met de N9 Gentsesteenweg en de Raffelgemstraat ondertunneld en ingericht als afritten met rotondes. Daarbij kreeg de R41 ook een autowegstatuut tot aan het kruispunt met de Korte Vooruitzichtstraat.

## Straatnamen
De R41 heeft, met de klok mee, de volgende straatnamen:
- Siesegemlaan
- Terlindendreef
- Boudewijnlaan
- Heilig Hartlaan
- Leopoldlaan
- Onze-Lieve-Vrouwplein
- Albrechtlaan
- Parklaan
- Leo De Bethunelaan
- Capucienenlaan

R-wegen:
R0 · R1 · R2 · R3 · R4 (R4a · R4z) · R5 (R5a) · R6 · R7 · R8 · R9 · R10 · R11 (R11a) · R12 · R13 · R14 · R15 · R16 · R18 · R20 (R20a · R20b) · R21 (R21a · R21b · R21c · R21d) · R22 (R22a · R22z) · R23 (R23z) · R24 · R25 · R26 · R27 (R27a) · R30 (R30a · R30b) · R31 · R32 · R33 · R34 · R35 · R36 (R36z) · R40 (R40a) · R41 · R42 · R43 · R50 · R51 · R52 · R53 · R54 · R55 · R61 (R61a) · R62 · R70 · R71 · R72 · R73
N-wegen die (gedeeltelijk) een ringweg omvatten:
N1 · N3 · N4 · N6 · N7 · N8 · N9 · N13 · N17 · N27 · N27a · N28 · N29 · N31 · N32 · N34 · N35 · N36 · N37 · N38 · N39 · N41 · N44 · N46 · N47 · N49 · N50 · N55 · N60 · N60d · N70 · N71 · N72 · N73 · N75 · N76 · N78 · N80 · N81 · N82 · N90 · N92 · N113 · N153 · N203 · N203a · N390 · N405 · N416 · N441 · N473 · N498 · N556 · N700 · N712 · N712b · N717 · N722 · N725 · N748 · N750 · N769 · N967